# Констанций из Перуджи
Констанций (умер ок. 170 года) — священномученик, первый епископ Перуджи. День памяти — 29 января.

## Предание
Согласно преданию святой Констанций был схвачен во времена гонений при императоре Антонине (по другим сведениям — при Марке Аврелии), сечён кнутом и отправлен вместе со товарищи, откуда все выбрались невредимыми. Он был брошен в темницу, но освобожден охранниками, обратившимися в христианство. Святой Констанций искал убежища в доме христианина по имени Анастасий. Но вместе с Анастасием они были вновь арестованы, и после пыток в тюрьмах в Ассизи и Спелло они были обезглавлены около Фолиньо.
Местное предание сообщает, что св.Констанций стал первым епископом Перуджи  в возрасте 30 лет. Он принимал активное участие в проповеди христовой веры и заботе о бедных.

## Почитание
Почитание св.Констанция распространилось далеко за пределами Умбрии. Он упоминается в Martyrologium Hieronymianum на 29 января.
Четыре версии предания о св.Констанции согласуются относительно места его мученичества (Фолиньо). В Перудже посвященный ему храм был разрушен в 1527 году . Свидетельство о его мученичестве утверждает, что тело святого перенесли в Перуджу и похоронили недалеко от места, где нынче располагается тамошний собор. Его мощи с великим торжеством были перенесены в 1825 году в новый алтарь в церкви Сан-Костанцо.
В день памяти святого, "torcolo", изготавливают из кедровых орехов, изюма и сухофруктов изготовляют кольцеобразные торты, которые является традиционным продуктом питания в Перудже.
Св.Констанция часто изображают как епископа в митре и мантии, с посохом. На изображениях он часто присутствует вместе с другим покровителем Перуджи, святым Геркуланом.